# Mondo Bobo (1997.)
Mondo Bobo, hrvatski dugometražni film iz 1997. godine.